# Santa Eugènia
Santa Eugènia település Spanyolországban, a Baleár-szigeteken. Santa Eugènia Algaida, Palma de Mallorca, Santa Maria del Camí, Consell és Sencelles községekkel határos. Lakosainak száma 1899 fő (2024).

## Népesség
A település népessége az elmúlt években az alábbi módon változott:
| Lakosok száma | 1265 | 1384 | 1439 | 1663 | 1640 | 1652 | 1636 | 1561 | 1724 | 1899 |
|               | 2001 | 2004 | 2006 | 2009 | 2011 | 2014 | 2016 | 2019 | 2021 | 2024 |